# Европейский социальный форум

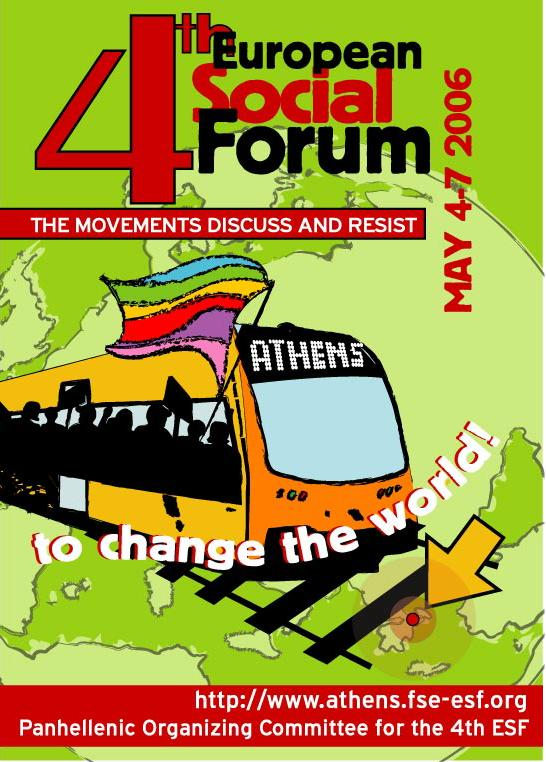
Плакат 4-го Европейского социального форума в Афинах

Европейский социальный форум, ЕСФ — международная встреча, проводившаяся сначала раз в год, а затем раз в два года, объединяющая активистов общественных движений, левых и некоммерческих организаций европейских стран, которые ищут альтернативу глобализации, предлагаемой неолиберализмом. Часть глобального движения социальных форумов.

## Краткое описание
Как написано на самом сайте ЕСФ: «Европейский социальный форум — это открытое пространство, для групп и движений гражданского общества, противостоящих неолиберализму и миру, которым управляет капитал или империализм в любой его форме, и участвующих в построении общества, центром которого является человеческая личность». Форум предполагается как демократическая открытая площадка, на которой представители различных инициатив могут свободно обсуждать свои предложения и альтернативы.

## История ЕСФ
Первый Европейский соцфорум прошел во Флоренции (Италия) в ноябре 2002 года. Ему предшествовала длительная работа по координации социальных движений. Всего в работе форума приняли участие около 50 тысяч человек. В основной антивоенной манифестации участвовало более 500 000 человек. Главным лозунгом соцфорума стал: «Против войны, расизма и неолиберализма!» («Against war, racism and neo-liberalism»). На заключительной ассамблее соцфорума была принята Декларация ассамблеи социальных движений. В этой Декларации проводилась связь между первым европейским соцфорумом и всемирным движением соцфорумов, начало которому положили события в Сиэтле 2001 года.

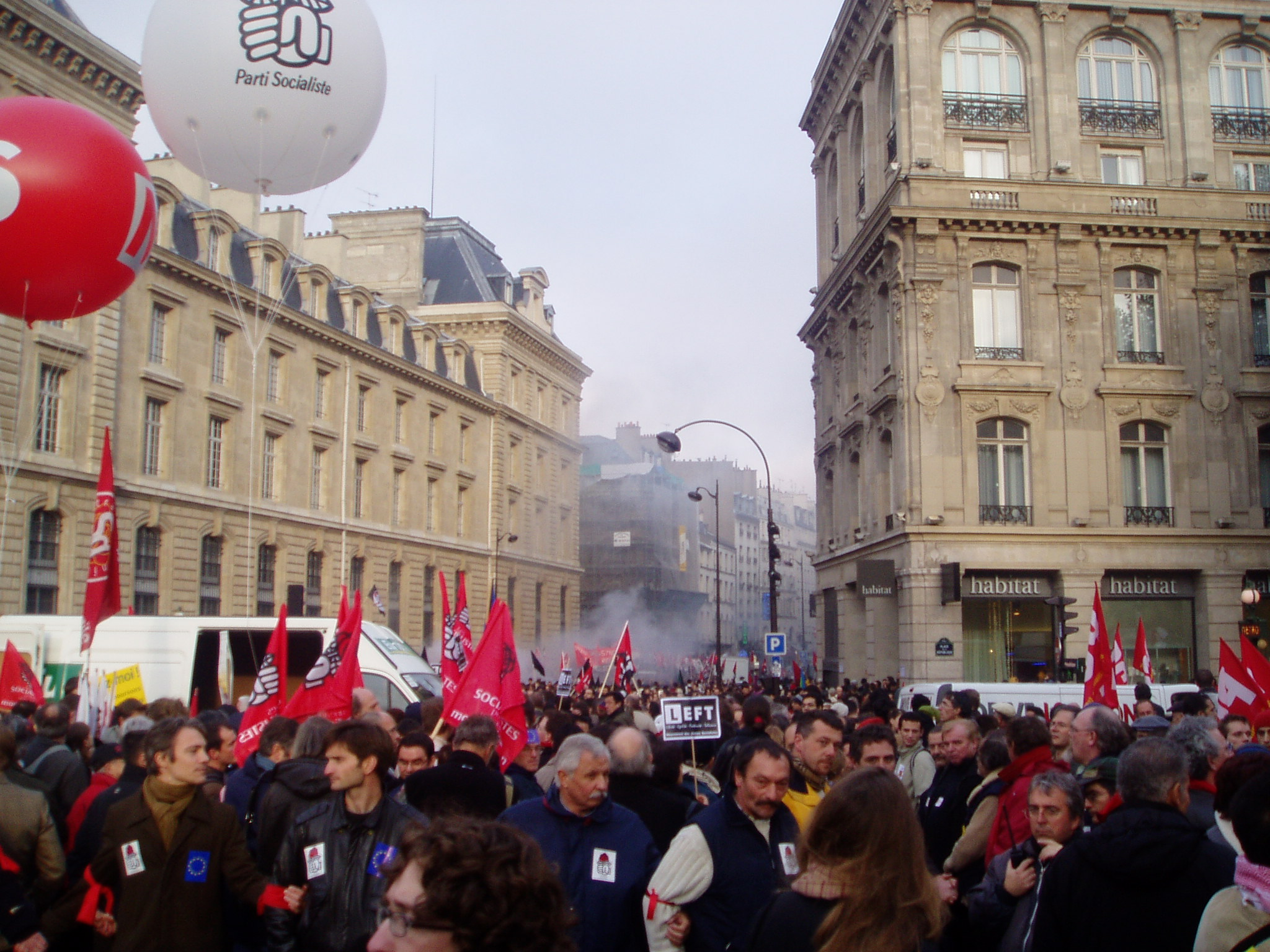
Демонстрация во время 2-го Европейского социального форума в Париже, 15 ноября 2003 года

Первый ЕСФ проходил в период активной подготовки к вторжения в Ирак, что также нашло отражение в ряде его решений и резолюций. На итоговой ассамблее форума было принято решение провести 15 февраля 2003 года Глобальный день действий против войны. Акции в этот день прошли во многих странах мира. Самая крупная демонстрация была проведена в Лондоне коалицией «Остановить войну!» (Stop the War Coalition). В ней приняли участие около 750 тысяч человек.
Французская столица и её предместья стали местом проведения второго ЕСФ с 12 по 15 ноября 2003 года. В его работе участвовало около 50 000 человек и 100—150 тысяч пришли на основную массовую демонстрацию. Активное участие в работе форума приняли АТТАК, Всеобщая конфедерация труда, Европейская конфедерация профсоюзов и другие общественные и профсоюзные движения. Наряду с этим было заметно присутствие политических организаций, прежде всего, таких как Социалистическая партия, Революционная коммунистическая лига и Коммунистическая партия Франции. Заметными фигурами на форуме стали Жозе Бове, Лоран Фабиус, Франсуа Олланд, Оливье Безансно.
Третий социальный форум прошел в Лондоне в октябре 2004 года и собрал 25 000 человек из 70 стран. Важную роль в его работе принимала Социалистическая рабочая партия. Четвертый соцфорум прошел уже почти через 2 года — в мае 2006 в Афинах. В его ходе 7 мая была проведена демонстрация, в которой участвовали 80 тысяч человек; важную роль в организации форума играла Коалиция радикальных левых (СИРИЗА).
Последний, 5-й, ЕСФ прошел в сентябре 2008 года в шведском городе Мальмё. Следующий Европейский социальный форум провели в Стамбуле (Турция) в июне 2010 года.

## Список проходивших ЕСФ
- 1-й — 7—10 ноября 2002 года — Флоренция, Италия
- 2-й — 12—15 ноябрь 2003 года — Париж, Сен-Дени, Бобиньи, Иври-сюр-Сен, Франция
- 3-й — 15—17 октября 2004 года — Лондон, Великобритания
- 4-й — 4—7 мая 2006 года — Афины, Греция
- 5-й — 17—21 сентября 2008 года — Мальмё, Швеция
- 6-й — 1—4 июля 2010 года — Стамбул, Турция